# Lasaea parengaensis
Lasaea parengaensis is een tweekleppigensoort uit de familie van de Lasaeidae. De wetenschappelijke naam van de soort is voor het eerst geldig gepubliceerd in 1935 door Powell.